# مركز الأبحاث الإحصائية والاقتصادية والاجتماعية والتدريب للدول الإسلامية
تأسس مركز الأبحاث الإحصائية والاقتصادية والاجتماعية والتدريب للدول الإسلامية (مركز أنقرة/سيسرك)، كهيئة فرعية تابعة لمنظمة التعاون الإسلامي (OIC) وفقا للقرار رقم 2/8-E الذي تم اعتماده من قبل المؤتمر الإسلامي الثامن لوزراء الخارجية (ICFM)، الذي عقد في طرابلس مايو 1977.وشرع سيسرك في أداء مهامه في غرة يونيو 1978 في أنقرة، عاصمة الجمهورية التركية.

## الولاية
الولاية الأساسية التي وضعت لمركز أنقرة (سيسريك) ثلاثة وهي:
- جمع ومعالجة ونشر إحصاءات ومعلومات اجتماعية واقتصادية حول البلدان الأعضاء ولصالحها،
- دراسة وتقييم التطورات الاقتصادية والاجتماعية في البلدان الأعضاء في منظمة التعاون الإسلامي للمساعدة في وضع المقترحات التي من شأنها بدء وتعزيز التعاون فيما بينها،
- تنظيم برامج تدريبية في مجالات مختارة موجهة لتلبية احتياجات البلدان الأعضاء بالإضافة إلى تحقيق الأهداف العامة لمنظمة التعاون الإسلامي.

وعلاوة على تنفيذ المهام المذكورة أعلاه، يلعب المركز دور الجهاز المركزي فيما يتعلق بنشاطات التعاون الفني بين منظمة التعاون الإسلامي ومختلف الوكالات ذات الصلة التابعة لمنظمة الأمم المتحدة. كما يمثل كذلك المؤسسة الرئيسية لمنظمة التعاون الإسلامي المكلفة بإعداد التقارير الاقتصادية والاجتماعية والوثائق المرجعية الأساسية التي يتم عرضها على مختلف الاجتماعات والمؤتمرات التي تعقدها المنظمة سنويا على شتى المستويات حول مختلف القضايا الاقتصادية والاجتماعية بما في ذلك مجالات التعاون الفني.

## المدراء العامون
| الإسم                   | المدة                       |
| ----------------------- | --------------------------- |
| الدكتور شادي جندروك     | 1 يونيو 1978– 30 أبريل 1998 |
| السفير إردينش إردون     | 1 ماي 1998 -- 30 أبريل 2006 |
| الدكتور سافاش ألباي     | 1 ماي 2006 – 26 مارس 2015   |
| السفير موسى كولاكليكايا | 27 مارس 2015 - 26 مارس 2019 |
| السيد نبيل دبور         | 27 مارس 2019 - 26 مارس 2023 |
| السيدة زهراء زمرد سلجوق | 27 مارس 2023 - الحاضر       |

## المقر
يقع المركز (سيسريك) في أنقرة/ ، بجمهورية تركيا.

## وصلات خارجية
- http://www.sesrtcic.org/index-ar.php
- http://www.oic-oci.org/oicv2/home/?lan=ar